# Быстрый словарик любви
«Быстрый словарик любви» (нем. A E I O U – Das schnelle Alphabet der Liebe) — художественный фильм немецкого режиссёра Николетт Кребиц совместного производства Германии и Франции. Главные роли в нём сыграли Софи Ройс, Удо Кир, Милан Хермс. Премьера состоялась в феврале 2022 года на 72-м Берлинском кинофестивале, картина получила неоднозначные отзывы критиков.

## Сюжет
Главная героиня фильма — 60-летняя актриса по имени Анна, вершина карьеры которой уже позади. Однажды, чтобы подработать, она соглашается поставить речь 17-летнему Адриану, но узнаёт в нём человека, на днях укравшего её сумочку на улице. Между ней и подростком вспыхивает безумная страсть. При этом авторы фильма сохраняют вероятность того, что всё происходящее на экране — только фантазии Анны.

## В ролях
- Софи Ройс — Анна
- Удо Кир — Михель
- Милан Хермс — Адриан
- Николас Бридет — комиссар Грегори
- Лилит Штангенберг — Лея
- Адриен Ламанд — Джек
- Оскар Мельцер — Тони
- Лаура Тонке — Лаура

## Релиз и оценки
Премьерный показ фильма состоялся в феврале 2022 года на 72-м Берлинском кинофестивале. 8 декабря того же года картина вышла в театральный прокат. Российский критик Елена Плахова в своей рецензии отметила, что в «Быстрый словарик любви» «довольно неуклюжим образом» проникает «толика новой этики». Обозреватель «Фильм.ru» назвал «Быстрый словарик любви» «воодушевляющим кино о том, что страсть в любой момент может перевернуть скучную жизнь с ног на голову». Критики обратили внимание на определённую театрализованность и искусственность происходящего на экране, на чёткий антисексистский и антиэйджистский посыл.